# Autoroute A 3
Die französische Autoroute A 3 ist eine kurze Verbindungsautobahn, die zum Pariser Autobahnnetz gehört.
Die A 3 verbindet den Boulevard périphérique als Bypass dessen nordöstlichen Teils mit der A 1. Sie beginnt in Bagnolet und endet in Aulnay-sous-Bois.
Sie ist 17 km lang, durchgehend dreispurig, zum Teil vierspurig ausgebaut und mautfrei. Auf einem kurzen Teilstück verläuft sie zusammen mit der A 86 und ist auf der gesamten Länge Teil der E 15.

## Streckenverlauf
| höchste zulässige Geschwindigkeit | Anzahl Fahrbahnen | Typ                          | Abschnitt                              | Breitengrad | Längengrad |
| --------------------------------- | ----------------- | ---------------------------- | -------------------------------------- | ----------- | ---------- |
| 130                               | 3                 | Beginn der Autobahn (T)      | Périphérique Paris - porte de Bagnolet | 48.8654     | 2.4135     |
| 130                               | 3                 | Beginn der Einhausung        | Tranchée couverte de Bagnolet          |             |            |
| 130                               | 3                 |                              | Tranchée couverte de Bagnolet          |             |            |
| 130                               | 3                 | Teil-Anschlussstelle         | Bagnolet                               | 48.8704     | 2.4316     |
| 130                               | 3                 | teilausgebautes Dreieck      | A 186 - Romainville                    | 48.8751     | 2.4399     |
| 130                               | 3                 | Raststätte                   |                                        | 48.8806     | 2.4521     |
| 130                               | 4                 | vollständiges Dreieck        | A 86                                   | 48.8872     | 2.4700     |
| 130                               | 4                 | vollständiges Dreieck        | A 103                                  | 48.8872     | 2.4739     |
| 130                               | 4                 | teilausgebautes Dreieck      | A 86                                   | 48.9041     | 2.4696     |
| 130                               | 3                 | Teil-Anschlussstelle         | Bondy                                  | 48.9041     | 2.4715     |
| 130                               | 3                 | Teil-Anschlussstelle         | Bobigny                                | 48.9062     | 2.4722     |
| 130                               | 3                 | Teil-Anschlussstelle         | Bondy Nord                             | 48.9170     | 2.4782     |
| 130                               | 3                 | vollständige Anschlussstelle | Aulnay Z.I. - N 2                      | 48.9299     | 2.4815     |
| 130                               | 3                 | Teil-Anschlussstelle         | Garonor                                | 48.9504     | 2.4746     |
| 130                               | 3                 | Ende der Autobahn            | A 1                                    |             |            |